# ناهنجاری مادرزادی
ناهنجاری مادرزادی (به انگلیسی: Congenital disorder, Congenital anomalies) به هرگونه ناهنجاری ساختاری که از بدو تولد همراه فرد باشد، یا در یک ماه ابتدایی زندگی جنینی ایجاد شده باشد، گفته می‌شود.
نتیجه بیماری طبق اثر متقابل در دو بخش و محیط پیش‌زایش و پس‌زایش نمود می‌یابد. پژوهش‌ها نشان می‌دهند که بین تغذیه، مصرف ویتامین و میزان گلوکوز دریافتی مادر (و مقدار ناچیزی در پدر) و رشد آینده جنین و نوزاد، پیش از آمیزش ارتباط نزدیکی وجود دارد. ناهنجاری همراه تولد از اصلی‌ترین دلایل ایجاد ناهنجاری‌های مورفولوژیک بوده و به هرنوع ماده که توان ایجاد ناهنجاری مورفولوژیک (ظاهری) داشته باشد تراتوژن گفته می‌شود.
واژه همراه تولد الزاماً به ژنتیک و ناهنجاری ژنتیکی برنمی‌گردد چراکه بیماری همراه تولد می‌تواند پی‌آمد یک اختلال ژنتیک یا یک مشکل پیش‌آمده درون رحم و در پی یک عفونت، تروما یا آسیب کروموزومی و مورفولوژی باشد.
«مرکز تحقیقات ناهنجاری‌های مادرزادی گرگان»، یکی از مراکزی است که به ثبت ناهنجاری‌های مادرزادی می‌پردازد.